# Sporacetigenium mesophilum
Sporacetigenium mesophilum è una specie di batterio appartenente alla famiglia delle Clostridiaceae.